# Hymenophyllum suprapaleaceum
Hymenophyllum suprapaleaceum là một loài thực vật có mạch trong họ Hymenophyllaceae. Loài này được Ching miêu tả khoa học đầu tiên năm 1983.